# قراول‌تپه (شهرستان کمین)
قراول‌تپه (به لاتین: Korool-Döbö) یک منطقهٔ مسکونی در قرقیزستان است که در شهرستان کمین واقع شده‌است. قراول‌تپه ۰٫۸ کیلومتر مربع مساحت و ۱٬۱۱۰ نفر جمعیت دارد و ۱٬۵۹۵ متر بالاتر از سطح دریا واقع شده‌است.